# Marcel Delamarre de Monchaux
 (janvier 2020).
Si vous disposez d'ouvrages ou d'articles de référence ou si vous connaissez des sites web de qualité traitant du thème abordé ici, merci de compléter l'article en donnant les références utiles à sa vérifiabilité et en les liant à la section « Notes et références ».
Marie Marcel Martin Didier Delamarre de Monchaux (dit « Marcel Delamarre de Monchaux ») est un peintre français né le 18 avril 1876 à Paris (9e arrondissement) et mort le 16 janvier 1953 à Boulogne-Billancourt.

## Biographie
Marcel Delamarre de Monchaux est le fils de Marie Casimir Delamarre, comte romain et chevalier de la Légion d'honneur, et de Clémence Augustine Bayart. Son grand-père était Théodore Casimir Delamarre.
Neveu du peintre académique Théodore Didier Delamarre (1824-1889), élève de Jules Triquet, il expose régulièrement au Salon des artistes français, dont il est sociétaire dès 1901. Peintre d'inspiration post-impressionniste, il réalise des paysages, des scènes historiques et bibliques, mais surtout des vues de Bruges où il réside une partie de sa vie. Il parcourt également la France, les côtes septentrionales de la Manche, notamment en Bretagne (1909) et les Hautes-Pyrénées à Luze Saint-Sauveur et la vallée de Barèges (été 1918).

## Œuvres
- Nieuport en Belgique, huile sur toile, signée en bas à droite (32 × 45 cm).
- Le Mont Dore, huile sur toile (32 × 40 cm).
- Le Goûter, pierre noire, huile sur toile, présentée à Valenciennes (56 × 46,5 cm).
- Le Quai de Rosaire, Bruges (54 × 78 cm).
- Meules à Wissant, huile sur panneau (27 × 35 cm).
- Saint-Sauveur, vallée de Barèges, huile sur panneau (26 × 16 cm).
- Grands Arbres Baussais, huile sur panneau (26 × 35 cm).